# Бахтияровка (Волгоградская область)
Бахтияровка (тат. Бәхтияр) — татарское село в Ленинском районе Волгоградской области.
Административный центр и единственный населённый пункт Бахтияровского сельского поселения.

## История
Село основали переселенцы из Пензенской губернии во главе с инициативным лидером Бахтияром Тяпаевым (Танаевым). Первыми жителями были татары из деревень Качкары, Мочалы, Пельданги и других.
Место жительства, богатое пастбищами, сенокосными угодьями и близкое к реке, подобрал и выхлопотал Бахтияр. В благодарность селяне назвали село Бахтияровкой.
Село относилось к Царевскому уезду Астраханской губернии. В 1859 году в Бахтияровке имелось 172 двора, 2 мечети, проживало 539 души мужского и 543 женского пола.
Согласно Памятной книжке Астраханской губернии на 1914 год в селе проживали 1983 мужчины и 1854 женщины. Село относилось к Пришибенской волости Царевского уезда. За селом было закреплено 8016 десятин удобной и 15 239 неудобной земли.
В 1919 году село в составе Царевского уезда было включено в состав Царицынской губернии. В 1928 году село включено в состав Ленинского района Сталинградского округа (округ упразднён в 1930 году) Нижне-Волжского края (с 1934 года — Сталинградского края), с 1936 года — Сталинградской области.

## Общая физико-географическая характеристика
Село расположено на левом берегу реки Ахтуба, на границе Волго-Ахтубинской поймы и полупустынных областей Прикаспийской низменности, между селом Заплавное и городом Ленинск, на высоте 7 метров ниже уровня мирового океана. Почвенный покров комплексный: в Волго-Ахтубинской пойме распространены пойменные луговые почвы, над поймой — солонцы (автоморфные) и каштановые и бурые солонцеватые и солончаковые почвы.
По автомобильной дороге расстояние до областного центра города Волгограда составляет 58 км, до районного центра города Ленинска — 8 км, до города Волжский — 39 км. Близ села проходит региональная автодорога автодорога Астрахань — Волжский — Энгельс — Самара.
Климат
Климат резко-континентальный, засушливый (согласно классификации климатов Кёппена-Гейгера — Dfa). Среднегодовая температура воздуха положительная и составляет + 8,5 °C, средняя температура самого холодного месяца января — 7,6 °C, самого жаркого месяца июля + 24,6 °C. Расчётная многолетняя норма осадков — 368 мм. Наименьшее количество осадков выпадает в апреле (22 мм), наибольшее в июне (39 мм)

## Население
| 1859 | 1897 | 1904 | 1908 | 1911 | 1914 | 2002 |
| ---- | ---- | ---- | ---- | ---- | ---- | ---- |
| 1082 | 2469 | 2975 | 3225 | 3555 | 3887 | 780  |

| 2010 | 2012 | 2013 | 2014 | 2015 | 2016 | 2017 |
| ---- | ---- | ---- | ---- | ---- | ---- | ---- |
| 822  | ↘817 | ↗820 | ↗845 | ↗861 | ↘860 | ↘847 |
| 2018 | 2019 | 2020 | 2021 |      |      |      |
| ↘844 | ↘832 | ↘815 | ↗816 |      |      |      |

Жители преимущественно татары (48 %) и русские (37 %) (2002).